# Emblyna peragrata
Emblyna peragrata là một loài nhện trong họ Dictynidae.
Loài này thuộc chi Emblyna. Emblyna peragrata được miêu tả năm 1946 bởi Bishop & Ruderman.